# 多元文化教育
多元文化教育（英語：Multicultural Education）是一套教育策略，旨在為學生提供有關不同族群的歷史、文化和多元族群之貢獻。其借鑒多個領域之觀點，包含族群研究、女性研究，並重新詮釋相關學術領域之內容。 這是一種推動包容、多樣性、民主、技能獲取、探究、批判思考、多元觀點和自我反思之原則的教學方法，扮演民主教育重要的基礎。 近年研究發現，這些教學策略能夠有效促進新住民學生之學習成就。

## 目標
多元文化教育的目標因教育哲學家和政治理論家而異。教育哲學家主張通過促進學生自主發展並將他們介紹給多種文化來保護少數民族文化。這種接觸有助於學生進行更批判性的思考，並鼓勵他們擁有更開放的心態。  政治理論家希望利用多元文化教育來激發社會行動。在這種方式，學生具備社會倡議和參與社會變革所需之知識、價值觀和技能。然後，教師作為變革推動者，推動相關的民主價值觀，並賦予學生能力開始行動。 其他目標包括：
- 促進公民好事
- 校正歷史紀錄
- 增進學生自尊心
- 多樣化學生接觸
- 保存少數族群文化
- 培養學生自主性
- 推動社會正義
- 促進學生經濟性成功[4]

對既定課程設計的改編和修改是保護少數群體文化的一個例子。 短期的敏感度訓練、獨立單元的族群節慶活動、偏見案例的關注，是最小的實踐方法。多元文化教育超越自主性，透過讓學生接觸全球的獨特性，促進其深度的理解，並提供認識不同實踐、思想、生活方式的途徑。這是一個社會轉型與重建的過程。

## 觀點

### 多元文化教育與政治
民主教育的倡導者，以約翰·杜威（1859–1952）為首，主張公共教育是教育所有學生所必需的。杜威相信實用主義，意味著學生通過實踐的方法能夠學習得更好。杜威確信，現實只是所經歷的，所以學生必須與他們的環境互動，包括來自不同種族、民族和社會經濟背景的學生。普遍選舉，加上普及教育，將使社會更加民主。受過教育的選民將理解政治和經濟，並做出明智的決定。到了20世紀60年代，公共教育的倡導者認為，將勞動人民教育到更高的水平（使用像美國軍人權利法案這樣的工具）將完成向協商民主的轉變。這一立場由政治哲學家班傑明·巴布爾在1984年出版、2003年再版的《強大的民主：新時代的參與式政治》一書中闡述得很好。根據巴布爾的說法，公共學校中的多元文化教育將促進對多樣性的接受。
梅拉·列文森認為，“多元文化教育被賦予了如此多不同的概念，以至於它在理論和實踐上都不可避免地自相矛盾，它無法同時實現所有它被要求服務的目標”。:428 根據班克斯的說法，“多元文化教育的一個主要目標是改變教學和學習方法，使得不同性別和來自不同文化、種族和語言群體的學生在教育機構中有平等的學習機會。:10”列文森描述了多元文化教育的理由如下：從了解其他文化中產生了寬容，寬容促進了尊重，尊重導致了開放的思想，這又產生了公民理性和平等。:431–432

### 詹姆斯班克斯（James A. Banks）
詹姆斯班克斯，前美國社會科學國家委員會主席和美國教育研究協會主席，描述了這種平衡力量，他說：“由於全球各國的種族、民族、文化、語言和宗教多樣性加深，公民教育必須在21世紀進行轉型。在多元民主社會中的公民應該能夠保持對他們文化社群的依賴，同時也能有效地參與共享的國家文化。「統一」缺乏多樣性導致文化壓迫和霸權。「多樣性」缺乏統一導致巴爾幹化和國家瓦解。在民主多元文化國家中，「多樣性」和「統一」應該在微妙的平衡中共存。”
Campbell和Baird寫道，“為多元文化民主國家的學校規劃課程涉及到一些價值選擇。學校並不中立。學校是為了推動民主和公民意識而建立的。支持民主的立場並不中立；教師應該幫助學校推動多元性。學校中立的迷思來自對實證主義哲學的理解不足。比起中立性，學校應該規劃和教導團隊合作、相互尊重、個人尊嚴等相關的民主價值觀。學校，特別是綜合學校，提供了一個豐富的場所，學生可以在這裡相遇，學習合作，並對深思自己的選擇。除了民主價值觀，教導深思熟慮的選擇和如何做選擇，更是多元文化教育的關鍵流程。”

### 梅拉·萊文森（Meira Levinson）
根據哈佛大學教育學院教授梅拉·萊文森的說法，有三個群體對"多元文化教育"有不同的見解。這些群體是：政治與教育哲學家、教育理論家和教育實踐者。她認為，他們為學校提供了不同，有時甚至是相互衝突的目標。
哲學家認為多元文化教育是一種回應社會中的少數族群的方法，這些族群倡議自己族群的權利，或者主張對該族群成員給予特殊考量，是一種發展孩童族群自主意識的方式，以及成為公民良善的一種功用。教育理論家尋求重構學校和課程來實現"社會正義和真正的平等"。:433 透過以此方式重構學校，教育理論家希望社會能因此被重構，讓受到多元文化教育的學生成為政治環境的貢獻者。第三個也是最後一個群體，教育實踐者，他們認為多元文化教育提高了來自少數文化學生的自尊心，並期許幫助他們成為全球市場的成功者。儘管這些目標有所重疊，但Levinson指出，在教育領域的三個主要群體中，都提到了一個目標，那就是"糾正歷史記錄（Righting the historical record）"。:435

### 喬·金切洛與雪莉·斯坦伯格（Joe L. Kincheloe and Shirley R. Steinberg）
麥基爾大學教育學院教授喬·金切洛與卡加利大學教育學院教授雪莉·斯坦伯格，觀察到在解釋和應用"多元文化主義"和"多元文化教育"這兩個詞彙時存在普遍的模糊性。他們提出了一種分類系統，用於解析這些詞彙被使用的各種方式。作者明確表示他們支持批判性的多元文化立場，並建議讀者在使用他們的分類法時要記住這一點。
Kincheloe 和 Steinberg 將多元文化分為五種不同的類型：
- 保守多元文化主義（conservative multiculturalism）
- 自由多元文化主義（liberal multiculturalism）
- 多元主義者的多元文化主義（pluralist multiculturalism）
- 左派本質多元文化主義（left-essentialist multiculturalism）
- 批判性多元文化主義（critical multiculturalism）

這些類別源於美國社會內兩種主要的政治意識形態（自由主義和保守主義），反映了每種意識形態的原則。根據 Levinson 的說法，保守多元文化主義、自由多元文化主義和多元主義者的多元文化主義將多元文化教育視為對現有課程的補充。相反，左派本質多元文化主義和批判性多元文化主義旨在「改變教育，從而改變社會」。

### 艾登·金卡德爾（Aiden Kinkadel）
Aiden Kinkade 的民主平等意識形態（Democratic Equality ideology），如 Labaree 所述，其試著在課堂上培養學生的歸屬感。它主張對學生的平等待遇，支持多元文化主義，支持非學術課程選項，並推動協作學習。（p. 45）
其支持多元文化教育，因為它認為在民主政治領域，我們都是平等的（體現在一人一票的原則），但是政治平等可能被過度發展的公民社會不平等所侵蝕。（p. 42） 其通過讓學生接觸不同的文化、能力和種族，他們將更習慣於與他們不同的人。這種接觸希望能在社會上產生更大的接受度。來自各種文化背景的學生會覺得他們在學校有發言權或地位。

## 相關學術機構

### 臺灣
- 國立東華大學花師教育學院多元文化教育研究所（碩士班/博士班）[10]

### 美國
- 華盛頓大學多元文化教育中心[11]
- 紐約大學多元文化教育中心[12]
- 科羅拉多大學波德分校BUENO多元文化教育中心[13]
- 德州農工大學多元文化教育研究所[14]
- 舊金山大學國際與多元文化教育研究所

## 相關主題
- 文化認同
- 多元文化主義

## 延伸閱讀
- Banks, James A.  4. Boston: Pearson/Allyn and Bacon. 2008. ISBN 978-0-205-51885-2. OCLC 72353913.
- Steinberg, Shirley. Multi/Intercultural Conversations. 2001, NY: Peter Lang.
- Kincheloe, Joe, Steinberg, Shirley, Rodriguez, Nelson, and Chennault, Ronald. White Reign: Deploying Whiteness in America. 1998. NY: St. Martin's.
- Rodriguez, Nelson and Leila Villaverde. Dismantling White Privilege, 2000. NY: Peter Lang.
- Gresson, Aaron. America's Atonement: Racial Pain, Recovery Rhetoric, and the Pedagogy of Healing, 2004. NY: Peter Lang.
- Dei, George J. Sefa. Racists Beware: Uncovering Racial Politics in the Post Modern Society, 2008. Rotterdam: Sense Publishers.
- Talbot. (2003). In S. R. Komives & D. Woodward, Jr. (Eds.). Student services: A handbook for the profession. (4th Edition). San Francisco: Jossey-Bass.
- Castellanos, J.; Gloria, A. M.; Mayorga, M. M.; Salas, C. . naspa.org. 2009-01-15  [2021-11-30]. （原始内容存档于2009-01-15）.
- Pratt, Mary Louise. New York: (1991) 33–40. Arts of the Contact Zone. Retrieved 8 November 2010, from
- Fullinwider, R. http://dx.doi.org/10.1111/b.9781405140515.2005.00039.x |chapterurl=缺少标题 (帮助). Curren, Randall  (编). . Oxford, UK: Blackwell Publishing Ltd. 2005: 509–524  [2021-11-30]. ISBN 9781405140515. doi:10.1111/b.9781405140515.2005.00039.x.
- . 2019-05-08  [2021-11-30]. （原始内容存档于2019-05-08）.
- Cumming-McCann, A. . www.ncsall.net. 2003  [2021-11-30]. （原始内容存档于2019-09-11）.
- Miller, A. . Edutopia. 2011  [2021-11-30]. （原始内容存档于2022-11-30） （英语）.
- Safe School Coalition, The. (2003). "Guidelines for Identifying Bias （页面存档备份，存于）" Retrieved 2 April 2015, from
- Cho & DeCastro-Ambrosetti (2006). "Is Ignorance Bliss? Pre-service Teachers' Attitudes Toward Multicultural Education." The High School Journal, Volume 89, Number 2, December 2005-January 2006, pp. 24–28 (Article)
- Chou (2007). 'Multicultural Teacher Education: Toward a Culturally Responsible Pedagogy." Institute od Ethnology, Academia Sinica
- Parker, Jerry. . International Journal of Multidisciplinary Perspectives in Higher Education. 2019-12-26, 4 (1): 22–35  [2022-10-17]. ISSN 2474-2554. S2CID 213215028. doi:10.32674/jimphe.v4i1.1404. （原始内容存档于2022-10-17） （英语）.

## 外部連結
- . www.edchange.org.   [2021-11-30]. （原始内容存档于2023-03-15）.
- . ijme-journal.org.   [2021-11-30]. （原始内容存档于2022-12-29）.
- Multicultural Education: Teachers' Perceptions and Preparation （页面存档备份，存于）
- A Critical Examination of Anti-Racist Education
- Alliance for Equity in Higher Education （页面存档备份，存于）
- . 2009-02-19  [2021-11-30]. （原始内容存档于2009-02-19）.
- . ijme-journal.org.   [2021-11-30]. （原始内容存档于2023-03-15）.
- . www.kame.or.kr.   [2021-11-30]. （原始内容存档于2022-08-19）.
- . kame.or.kr.   [2021-11-30]. （原始内容存档于2022-10-17）.
- . www.nameorg.org.   [2021-11-30]. （原始内容存档于2023-03-26）.
- . UConn Today. 2014-07-02  [2021-11-30]. （原始内容存档于2022-10-21） （美国英语）.
- . 2017-08-12  [2021-11-30]. （原始内容存档于2017-08-12）.
- . 2015-04-23  [2021-11-30]. （原始内容存档于2015-04-23）.
- . www.safeschoolscoalition.org.   [2021-11-30]. （原始内容存档于2020-01-22）.
- . 2019-05-08  [2021-11-30]. （原始内容存档于2019-05-08）.